# Hastula penicillata
Hastula penicillata é uma espécie de gastrópode do gênero Hastula, pertencente a família Terebridae.